# Lily & Madeleine
Lily & Madeleine és un grup de folk-pop estatunidenc format per les germanes Lily i Madeleine Jurkiewicz. Han realitzat dos àlbums: Lily & Madeleine (2013) i Fumes (2014) al segell discogràfic de Sufjan Stevens Asthmatic Kitty.
Lily & Madeleine començaren a cantar juntes a l'institut, pujant vídeos casolans a Youtube. El productor Paul Mahern les vegué i les convidà al seu estudi de gravació per enregistrar el seu primer treball The Weight of the Globe, compaginant-ho amb la seva assistència a classe.
Amb l'ajut de Kenny Childers, escriviren la seva primera cançó original
i n'enregistraren el videoclip a l'estudi de Mahern. The Weight of the Globe
fou seleccionat per Asthmatic Kitty Records i editat el 2013, i John Mellencamp oferí a les germanes de col·laborar al musical Ghost Brothers of Darkland County.
El febrer de 2013 les germanes oferiren la seva primera actuació en directe a la seva ciutat natal, Indianàpolis
Aquell octubre debutaren a la TV nord-americana al programa de la CBS This Morning, com a presentació del seu primer LP publicat a finals d'aquell mes.
En un reportatge sobre el grup, el diari The New York Times opinava que les germanes oferien una extraordinària qualitat artística gràcies sobretot a la seva perfecta i agermanada barreja vocal, profunda i avellutada.
A més dels seus videoclips promocionals com Back to the River, dirigit per Allister Ann per acompanyar The Weight of the Globe, i Come to Me de Lily & Madeleine, dirigit per Tyler Jones, Lily & Madeleine continuaren presentant gravacions en directe del seu treball d'estudi, dirigides per Bishop Chatard, Nicole Lehrman i Stuart Hotwagoner.

## Discs publicats
- Lily & Madeleine (2013)
- Fumes (2014)
- Keep It Together (2016)
- Canterbury Girls (2019)